# Vernay, Fribourg
Vernay är en tidigare kommun i distriktet Broye i kantonen Fribourg, Schweiz.
Vernay bildades 1 januari 2006 genom att de tidigare kommunerna Autavaux, Forel och Montbrelloz slogs ihop.
Sedan 1 januari 2017 är kommunen en del av kommunen Estavayer.